# Maria av Kalabrien
Maria av Kalabrien, död 1366, var en prinsessa av Neapel, yngre syster till drottning Johanna I av Neapel. Hennes gren ärvde Neapels tron efter hennes systers död 1383. 
Maria förklarades som Neapels tronarvinge efter sin syster, om denna skulle avlida barnlös. 
Hon rövades bort strax efter sin systers trontillträde 1343 och tvångsgift med hertig Karl av Durazzo. De fick fem barn. 
Hon blev änka 1348. År 1350 rövades hon bort och tvångsgiftes med greve Robert av Avellino. De fick inga barn. År 1353 arrangerade hon att hennes make mördades i hennes närvaro. 
Hon gifte sig 1355 av egen fri vilja med furst Filip II av Taranto. Paret fick tre barn. 
Maria avled 1366. Hennes syster avled barnlös 1382, och Marias sondotters make krävde då framgångsrikt tronen.